# プルートの仲直り
『プルートの仲直り』（プルートのなかなおり、原題：First Aiders）は、ウォルト・ディズニー・プロダクション（現：ウォルト・ディズニー・カンパニー）が製作した1944年9月22日公開のアニメーション短編映画作品。プルートの短編映画シリーズの一作品である。

## あらすじ
看護婦見習いのミニーに飼われているプルートとフィガロはお手伝い役になろうと鬩ぎ合い、結果プルートが選ばれ、フィガロは逆にミニーからいたずらっ子呼ばわりされてしまう。これに面白くないフィガロは人工呼吸の練習台になってるプルートが過って気つけ薬を嗅ぎ、悶えるさまを見て、可笑しく笑ったのである。副子包帯で身動き出来ないプルートに、ミニーが包帯の補充に出掛けている隙にフィガロは今までの仕返しをするのであった。

## スタッフ
- 製作：ウォルト・ディズニー
- 監督：チャールズ・A・ニコルズ
- 脚本：ハリー・リーブス、レックス・コックス
- 音楽：オリバー・ウォレス

## キャスト
| キャラクター | 原語版               | 吹き替え版 |
| ------------ | -------------------- | ---------- |
| ミニーマウス | ルース・クリフォード | 水谷優子   |

## 日本での公開

### 収録
- 『ディズニー・アニメ ゴールド・シリーズ ミニーマウス』（VHS、ポニー、後藤吹き替え版）
- 『ディズニー・アニメ ゴールド・シリーズ ミニー・マウス!!』（VHS、バンダイ、後藤吹き替え版）
- 『夢と魔法の宝石箱 ミッキーとミニー』（VHS、DHV Japan, Ltd.、納谷吹き替え版）